# Gojko Kačar
Gojko Kačar (født 26. januar 1987 i Novi Sad, Jugoslavien) er en serbisk fodboldspiller, der spiller som midterforsvarer eller alternativt defensiv midtbane hos Partizan. Han har tidligere spillet mange år i Tyskland hos blandt andet Hertha Berlin og Hamburger SV.

## Landshold
Kačar står (pr. april 2018) noteret for 25 kampe for Serbiens landshold. Han var en del af landets trup til OL i Beijing i 2008 og VM i 2010 i Sydafrika.

## Personlige liv
Kačar deltog i sommeren 2008 i OL i Beijing, Kina, i en kamp mod Australien, den 7. august 2008. Hans onkel Slobodan Kačar vandt Light Heavyweight Olympiske guldmedalje i boksning i 1980 hvor han repræsenterede Jugoslavien. Hans anden onkel, Tadija Kačar, vandt sølv i olympisk mester i boksning i 1976, hvor han også repræsenterede Jugoslavien.